# Le Ponant (schip, 1991)
Le Ponant is een luxe driemasts zeiljacht, geschikt 64 passagiers.
Op 4 april 2008 werd de Le Ponant door Somalische piraten in de Golf van Aden gekaapt, terwijl het op weg was van de Seychellen naar de Middellandse Zee. Alle 30 bemanningsleden werden gegijzeld, er voeren op dat moment geen passagiers mee aan boord. Franse strijdkrachten, waaronder de aviso Commandant Bouan en een Canadese helikopter van de Charlottetown hielden het schip in de gaten na de kaping.
De gijzelaars werden op 12 april vrijgelaten. Direct daarna slaagden de commando's van de Franse marine en leden van de GIGN er vanaf de fregatten Jean Bart en Jeanne d'Arc in om zes piraten gevangen te nemen. Ze slaagden er ook in om een deel van het betaalde losgeld te achterhalen. Op 16 april werden de zes piraten overgebracht naar Parijs om daar terecht te staan.